# Луна (група)
„Луна“ е рок група в Москва, създадена през септември 2008 г. от членовете на „Трактор Боулинг“ Лусине Геворкян и Виталий Демиденко.

## История
Съставът ѝ е непроменен. Първият им концерт е на 23 май 2009 г. в московския клуб Точка. Същата година получават наградата RAMP за откритие на годината. Участват в различни рок фестивали, поради което популярността им нараства. През есента на 2010 г. издават дебютния си албум „Сделай громче!“. Нестандарният стил и острите социални текстове подбуждат интереса на публиката и медиите. В записите на албума участват вокалът на група Тараканы Дмитрий Спирин и клавиристът на System of a down Ъруин Хачикян.
През февруари 2011 г. издават сингъла „Кому веришь ты?“, а през лятото на същата година участват на фестивала „Нашествие“. Песента „Бойцовский клуб“ е включена в чарта на „Наше радио“, където се задържа 16 седмици. В края на годината Louna печелят наградата за песен на годината с „Бойцовский клуб“. В началото на 2012 г. издават втория си албум Время Х, в който е заложено предимно на протестната тематика. Изнесени са концерти в Москва и Санкт Петербург, представяйки новия материал. Участват и на първия рок фестивал „Остров“ в Архангелск. През август 2012 песента „Мама“ е 3 седмици на върха в рок чарта на „Наше радио“.
В началото на 2013 г. лейбълът Red Decade Records издава първия англоезичен албум на групата, озаглавен „Behind a mask“. Той съчетава композиции от предишните 2 албума, презаписани на английски език. Вокалистката Лусине Геворкян печели наградата за най-добра рок солистка на годината, а през лятото на 2013 г. Louna участват на повече от 20 фестивала, като съвместно записват и нов албум. Четвъртият албум на Louna излиза на 1 декември 2013 г. и е записан с финансиране от феновете. Пуснати са няколко сингъла, а песента „Действуй“ става номер 1 в класацията на „Наше радио“ в началото на 2014 г.
През есента на 2013 г. Louna тръгват на първото си турне в САЩ, изнасяйки концерти в 26 града в 13 щата. Песните им са пуснати е ефира на 7 от най-големите американски радиа, „Up there“ достига до 13 място в класацията на радиото WIIL FM, а по-късно и в Топ 100 на официалната американска музикална класация под номер 89. През май 2014 г. в ефира на CNN в предаването „Parts Unknown“ е излъчен материал за групата. На 30 юни 2014 г. е заснет видеоклип към песента „С тобой“, след което Louna обявява прекъсване на концертна дейност до 7 февруари 2015 г.
През 2016 г. издават албума „Дивный новый мир“, чийто текстове са със социална тематика. Като сингли от албума са пуснати видеоклипове към песните „Обычный человек“ и „Громче и злей“. Групата продължава тази насоченост и в следващия си албум „Полюса“, който излиза в началото на 2018 г., а песента „Колыбельная“ попада в различни рок класации в Русия. За 2019 г. Louna планират втори албум на английски език под заглавието „Panopticon“., но официалната премиера на албума се състои още през декември 2018 г. В песента „Shadow kingdoms“ участват членове на групата Ескейп дъ Фейт.

## Дискография
- Сделай громче – 2010
- Время Х – 2012
- Behind a mask – 2013
- Проснись и пой! (концертен) – 2013
- Мы – это LOUNA – 2013
- Дивный новый мир – 2016
- Полюса – 2018
- Panopticon – 2018
- Начало нового круга – 2020